# 格特鲁德·蒙盖拉
格特鲁德·蒙盖拉（1945年9月13日—），中文通称“蒙盖拉夫人”，又译“戈特鲁特·蒙盖拉”、“杰楚德·蒙盖拉”，是坦桑尼亚的一名女性政治人物、教育家和社会活动家，曾任1995年联合国第四次世界妇女大会秘书长（提高妇女地位司司长），也是泛非议会首任主席。

## 生平
格特鲁德·蒙盖拉旧姓马坎扎，1945年9月13日出生于維多利亞湖南部烏凱雷豐島Murutunguru村一个农民家庭，1970年毕业于达累斯萨拉姆大学（原东非大学），获文学学士学位，此后在达累斯萨拉姆师范学院担任教师兼督导，1974年起担任达累斯萨拉姆教育学院课程设计师，其间于1977年当选为坦桑尼亚革命党中央执行委员会委员，是当时坦桑尼亚最高决策层中的三位女性之一，1978年起担任督学。
蒙盖拉夫人1982年至1985年担任坦桑尼亚总理府妇女事务部部长，1985年起担任坦桑尼亚土地、自然资源和旅游部部长，1987年至1990年担任总统办公室不管部长，1989年被任命为聯合國婦女地位委員會坦桑尼亚代表，1991年被任命为坦桑尼亚驻印度高級專員（大使级），1992年12月被联合国秘书长加利任命为第四次世界妇女大会秘书长。1995年北京世妇会取得成功后，蒙盖拉夫人因对世妇会的突出贡献而被称为“北京妈妈”（Mama Beijing），1996年至1997年担任联合国秘书长妇女问题特使。
2004年3月18日，蒙盖拉夫人在泛非议会成立大会上以唯一候选人的身份当选为泛非议会首任主席，2005年获得佐治亚大学颁发的达美环球理解奖。